# Point aveugle

Le point aveugle ou papille optique est situé en bas du schéma de l’œil, au niveau de la rétine, là où arrivent et partent les vaisseaux sanguins et où commence le nerf optique.

Le point aveugle ou tache aveugle ou tache de Mariotte ou  papille optique ou disque optique est la partie de la rétine où s'insère le nerf optique qui relaye les influx nerveux de la couche plexiforme interne jusqu'au cortex cérébral, ainsi que les vaisseaux sanguins arrivant à l'œil et quittant l'œil. Il s'agit donc d'une petite portion de la rétine dépourvue de photorécepteurs et ainsi complètement aveugle.
Elle a été découverte le physicien français Edme Mariotte au XVIIIe siècle,.

## Explicitation par photographies

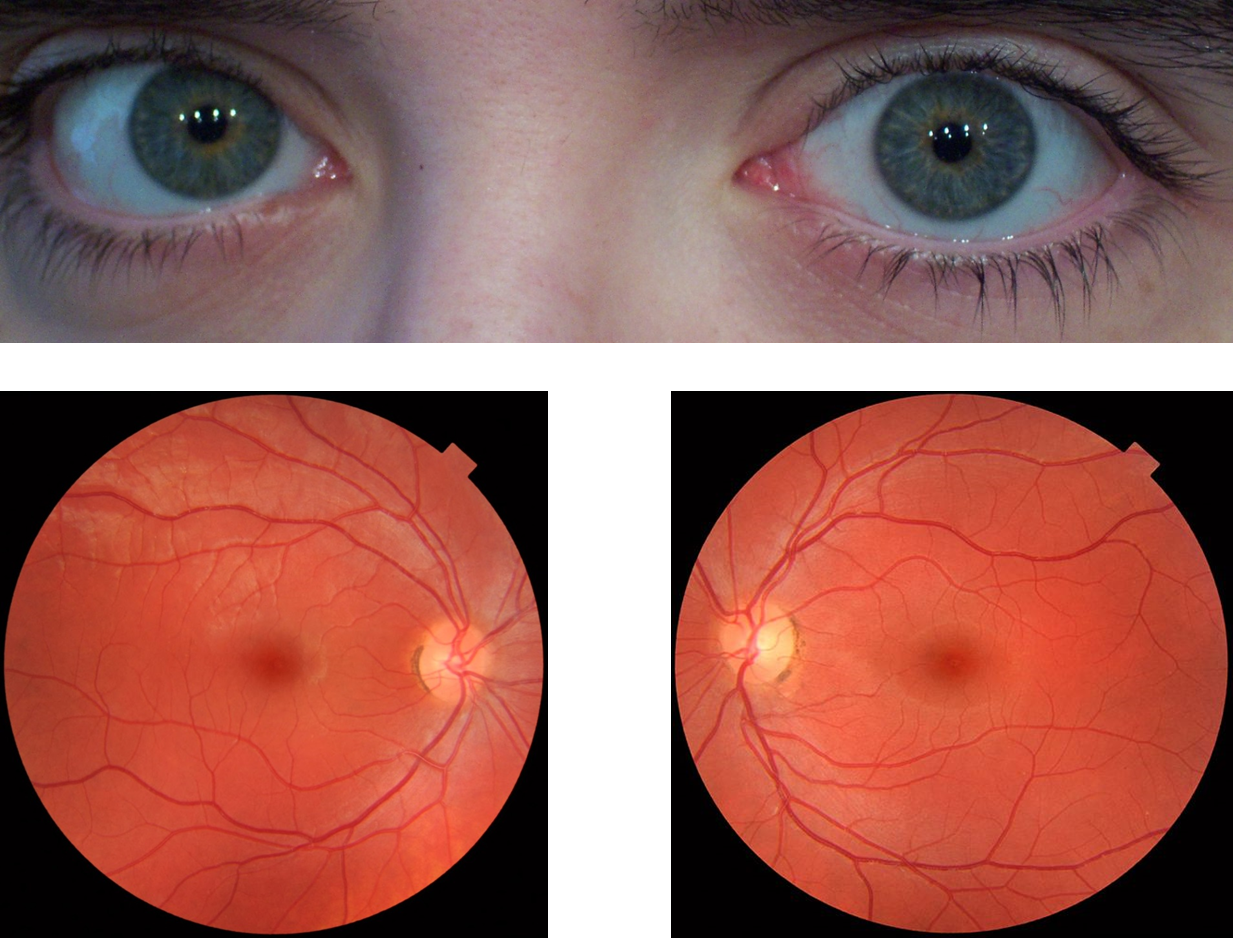
Les deux fonds d'œil droit et gauche : ils montrent la surface de chaque rétine avec ses vaisseaux sanguins, sa macula au centre, sa tache aveugle : point clair, situé du côté du nez, vers lequel convergent les vaisseaux sanguins (ainsi que les circuits nerveux (non-visibles) de toute la rétine qui vont former le nerf optique).

## Test du point aveugle

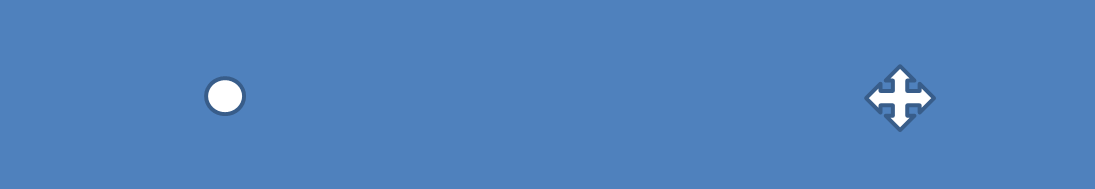
Test de la tache aveugle et du remplissage des vides par le cerveau.
Se placer bien en face de la barre bleue.
Fermer l’œil droit.
Placer l'œil gauche face à l'élément le plus à droite.

S'approcher et s'éloigner jusqu'à voir disparaître le rond blanc à gauche : tout est alors bleu à cet endroit.
Le test ci-dessus reprend l'expérience de Mariotte qui a permis de découvrir la tache aveugle. Dans ce test, quand l'image du rond blanc est projetée dans l’œil sur la tache aveugle, elle n'est alors plus visible. Cependant, le cerveau complète ce qui est vu par l’œil en faisant la continuité avec ce qui est autour, ici du bleu : c'est pourquoi le rond blanc qui n'est plus visible est remplacé par du bleu.
Il est possible aussi de faire l'expérience en fermant l’œil gauche et en se plaçant face au rond à gauche : la croix blanche de droite va aussi être remplacée par du bleu et va donc disparaître quand l’œil sera à la bonne position devant le rectangle bleu.
Ces expériences sont réalisées avec un seul œil ouvert (vision monoculaire). Si les deux yeux sont ouverts (vision binoculaire), chaque œil fournit une image alors que les deux taches aveugles se retrouvent du côté opposé de ces images (voir les photos ci-dessus) : le cerveau utilise alors ce qu'il a dans une image pour combler le trou qui sera dû à la tache aveugle dans l'autre image.